# Lávka na Císařskou louku
Lávka na Císařskou louku je zanesena v územním plánu hlavního města Prahy a měla by spojovat severní cíp ostrova Císařská louka se smíchovským břehem.

## Projekty
V roce 2008 byl připraven projekt klenuté lávky pro pěší a cyklisty v ceně odhadnuté na 32 milionů Kč. V roce 2008 se město ucházelo o podporu tohoto projektu z fondů Evropské unie v rámci programu Konkurenceschopnost.
Hlavní město projekt zadalo Technické správě komunikací, která v roce 2015 zpracovala tři varianty. Podle zprávy Pražského deníku z února 2016 magistrát s investicí počítá pro rok 2017.

## Historie spojení v místech lávky
Císařská louka se stala umělým ostrovem v letech 1899–1903 vyhloubením Smíchovského přístavu.
Severní konec ostrova se Smíchovem v některých obdobích spojoval přívoz, doložen je v letech 1903–1986 přes ústí přístavu, od roku 1991 jako provizorium od ulice U Královské louky, od roku 2001 krátce v nové poloze. Motorový prám pro přepravu osob a jízdních kol naposledy provozovala loděnice na Císařské louce. Od 31. března 2012 překonává rameno přívoz PID č. P5 v pozměněné trase.